# Michele Dragoni
Michele Dragoni (Piacenza, 1953) è un geofisico e divulgatore scientifico italiano.

## Biografia
Michele Dragoni si è laureato in fisica e diplomato alla Scuola di Perfezionamento in Fisica, entrambe con lode, presso l'Università di Bologna. Successivamente ha vinto una borsa di studio del CNR all'Arizona State University negli USA.
Terminati gli studi è divenuto ricercatore e poi professore associato di sismologia teorica all'Università di Bologna. In seguito è stato professore straordinario nell'Università di Bari, in cui ha anche ricoperto il ruolo di direttore del Dipartimento di Geologia e Geofisica., quindi professore ordinario di geofisica all'Università di Bologna dal 1997.
Nel libro L'Ira di Poseidone, assieme al sismologo Enzo Boschi, descrive al pubblico in modo semplice le cause e gli effetti dei terremoti.
Il suo campo d'indagine si rivolge principalmente alla geofisica della Terra solida, con attenzione alla sismologia teorica ed alla fisica del vulcanismo. È autore di numerose pubblicazioni scientifiche su riviste internazionali e di alcuni libri.
È stato membro del Consiglio Nazionale Geofisico (CONAG), del Comitato interno di valutazione dell'Istituto Nazionale di Geofisica e Vulcanologia (INGV) nonché della Giunta del Dipartimento di Fisica dell'Università di Bologna. Membro, inoltre, del Consiglio direttivo dell'INGV e del Comitato di redazione della rivista Annals of Geophysics è editore associato della rivista Geophysical Research Letters.

## Pubblicazioni
- Aree sismogenetiche e rischio sismico in Italia , a cura di Michele Dragoni e Enzo Boschi. Atti del congresso tenutosi a Erice, presso il Centro di cultura scientifica "Ettore Majorana", dal 26 agosto al 4 settembre 1986. Lausanne, Editrice Galileo Galilei, 1991.
- L'ira di Poseidone, di Michele Dragoni e Enzo Boschi. Editrice Galileo Galilei, 1988. ISBN 8878310018, 9788878310018
- Earthquake prediction: proceedings of the International School of Solid Earth Geophysics, 5th course, di Michele Dragoni e Enzo Boschi. Il Cigno Galileo Galilei edizioni di arte e scienza, 1992.
- Sismologia, di Enzo Boschi e Michele Dragoni. UTET, 1999. EAN: 9788802055862
- Terrae motus: la sismologia da Eratostene allo tsunami di Sumatra, di Michele Dragoni. UTET, 2005. ISBN 8877509767, 9788877509765